# Пішохідний туризм

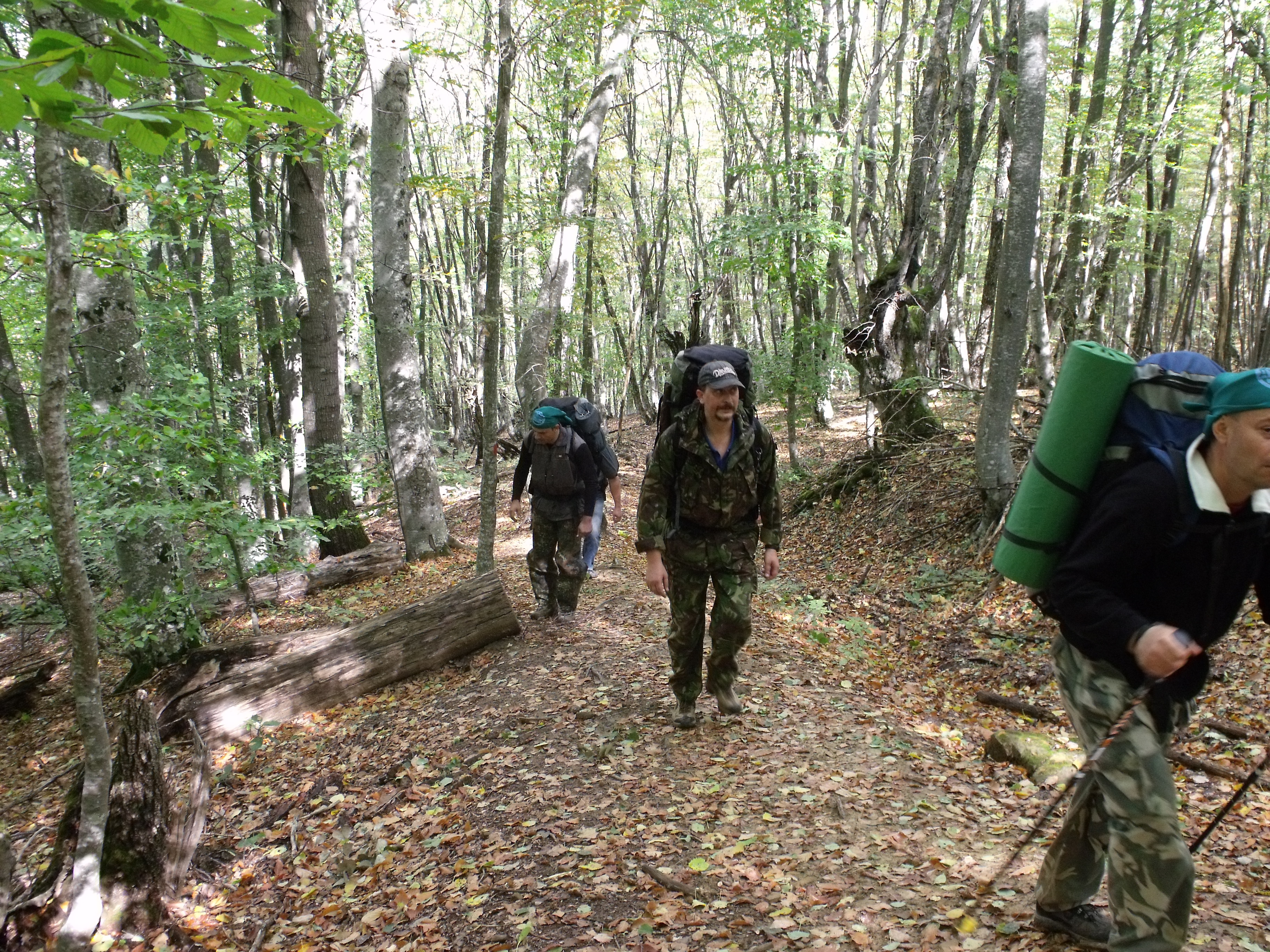
Українські туристи на маршруті. Крим. 2010 р.

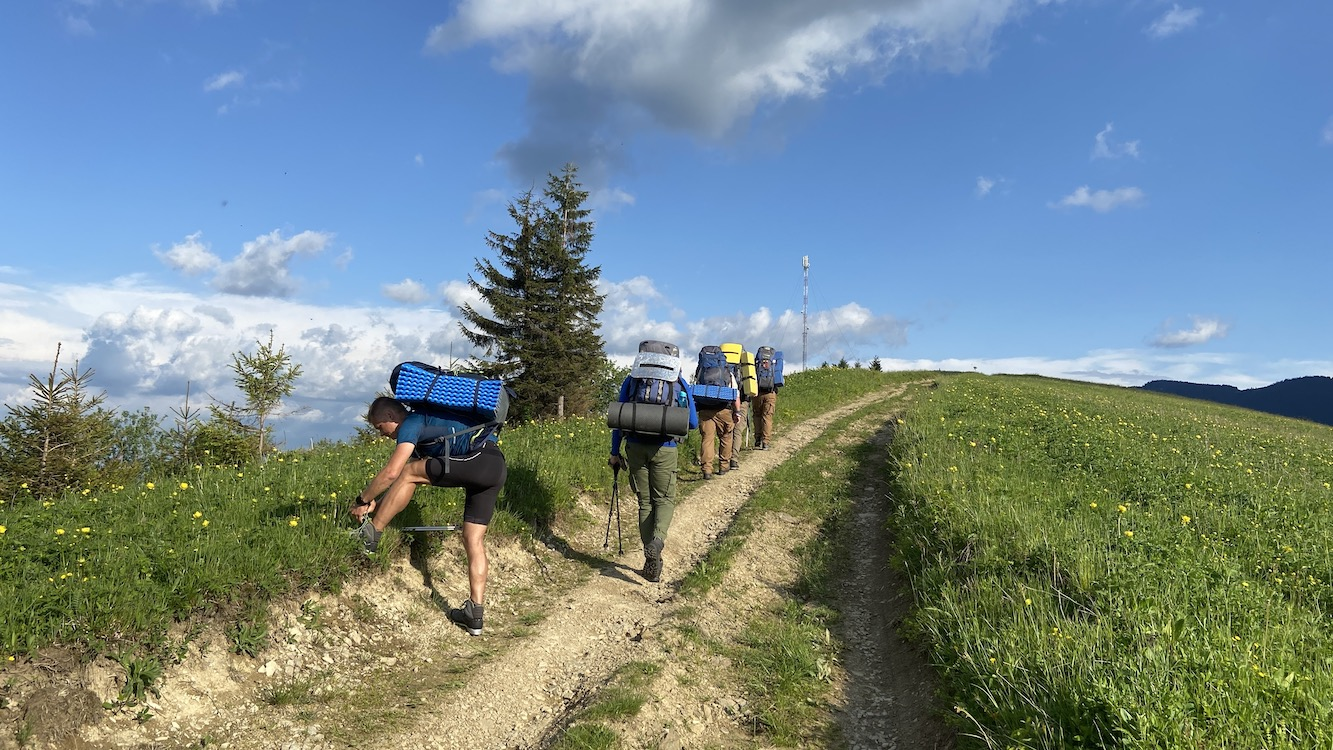
Група туристів в українських Карпатах 2021 р.

Центральний Кавказ. Група українських туристів на маршруті з Безенгійської ущелини до перевалу Кель-Баші.

Пішохідний туризм (англ. hiking) — один з найпоширеніших видів спортивного туризму, основною метою якого є подолання групою людей маршруту по місцевості з місця відправлення до місця прибуття за вказаний проміжок часу або без прив'язки до нього.

## Характеристика
Пішохідний туризм сприяє фізичному та інтелектуальному розвитку людини, підтримці хорошої фізичної форми завдяки перебуванню в природних умовах довкілля. Маршрут пішого туризму може містити в собі програму фізичної або спортивно-оздоровчої підготовки, ознайомлення з історією та культурною спадщиною мешканців регіону.
У світі існують піші стежки завдовжки у тисячі кілометрів. Наприклад, довжина Аппалачської стежки у США досягає 3500 км або Тихоокеанський Верховинний Шлях, який простягся через Каліфорнію, Орегон і Вашингтон на 4270 кілометрів. Для пішохідного туризму існує багато спеціалізованого спорядження: туристичні намети, спальні мішки, трекінгові палиці, трекінгові черевики, казанки, газові пальники, компаси, GPS-навігатори й так далі.
Як правило, пішохідні туристичні походи тривають від 1-2 днів до декількох місяців. Власне, хід по маршруту, привали, обідня стоянка, нічна стоянка (бівуак) є найважливішими елементами для пішохідного туриста. Через декілька днів важкого маршруту може бути влаштовано 1 день відпочинку — так звана «днівка». У горах гірські туристи можуть розпочинати денний похід дуже рано — в зоні сніжників та льодовиків о 4-5 ранку — коли вже видно від вранішнього сонця — і закінчувати в 10-12 годині дня (ранку), що пов'язано з правилами безпеки (після сходу сонця сніг і лід тане, підвищується імовірність каменепадів, сходу лавин тощо).

## Класифікація пішохідного туризму в англомовних країнах
В англомовних країнах пішохідний туризм має більш розгалужену систему позначень, та поділяється на більш простий «хайкінг» та складніший і триваліший «трекінг» і «бекпекінг». Англійська термінологія використовується у рекламі, маркетингу комерційного пішохідного туризму для залучення потенційних клієнтів, та все частіше її можна зустріти в україномовних виданнях.

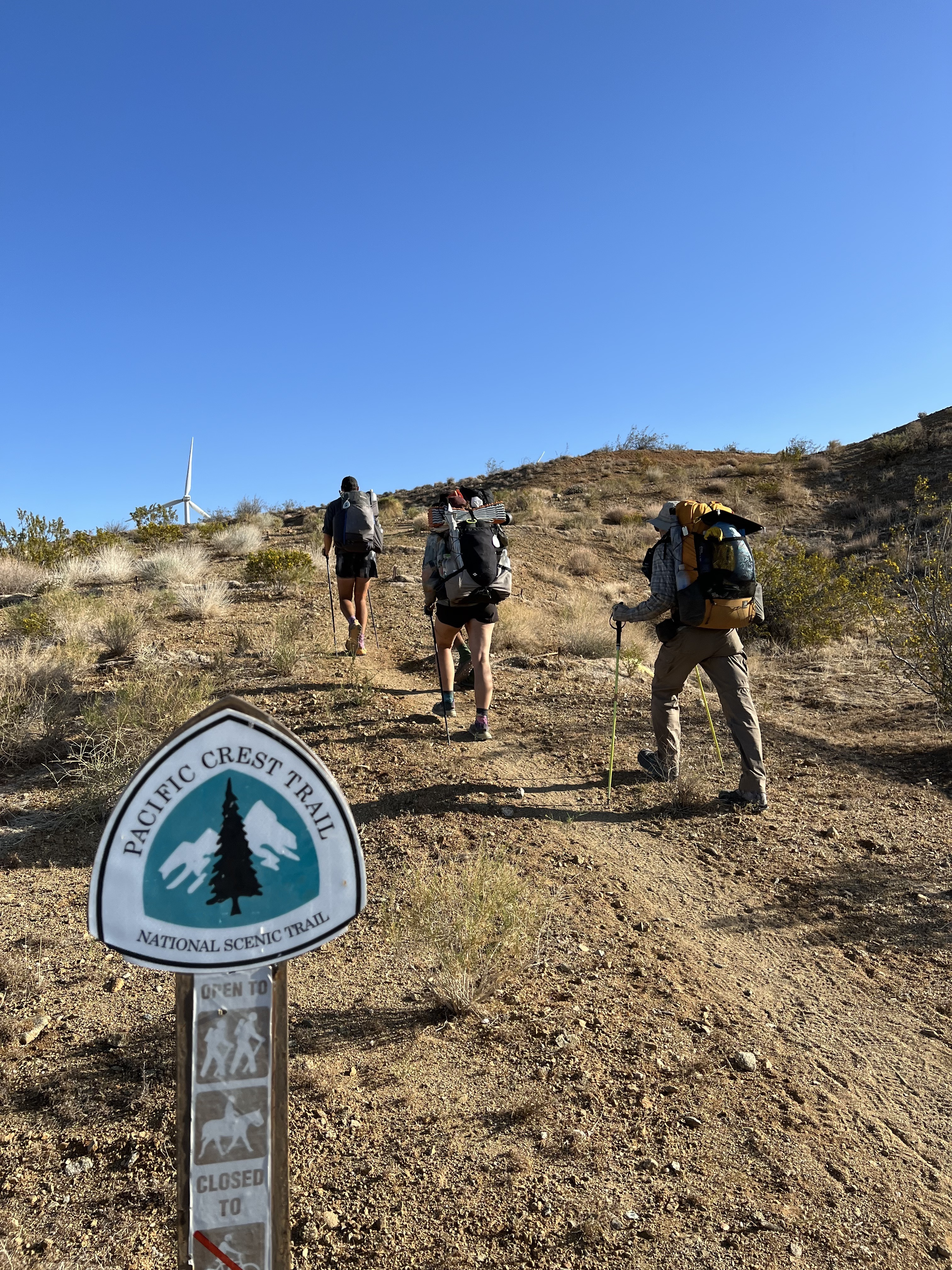
Туристи долають частину Тихоокеанського Верховинного Шляху, яка пролягає через пустелю Південної Каліфорнії

Трекінг — це похід у гірській місцевості. Він займає кілька днів і під час нього туристи зупиняються на ночівлю в спеціально відведених місцях в дикій природі, або на ділянках шляху, які максимально підходять для ночівлі. Для таких походів туристи беруть з собою необхідне спорядження, їжу на декілька днів та запаси води, в залежності від пори року та характеру місцевості, по якій пролягає туристичний маршрут.
Словник США визначає хайкінг як «довгу прогулянку, з метою отриманнія задоволення або для виконання фізичних вправ».
Хайкінг передбачає нетривалий похід у гори або в ліс і, як правило, без ночівлі. В великих містах США хайкінг є видом фізичної активності, коли зранку туристи йдуть по чітко визначеному маршруту, щоб до вечора повернутись в точку з якої починали свій похід. Це дозволяє їм не нести з собою важкі наплічники, намети, великі запаси їжі і спеціальне спорядження, потрібне для довготривалих походів з ночівлею.
Бекпекінг — вільне переміщення по гірській або лісовій місцевості без суворої прив'язки до маршруту. Для цього з собою потрібно брати все необхідне спорядження, щоб можна було зупинитися у будь-якому місці. Також з собою беруть великий запас їжі та води.
Часто бекпекінгом називають вільну подорож з рюкзаком на плечах. Туристи можуть ночувати і у готелях, а також переміщатися на транспорті. Звертатися до туристичної фірми або до спеціальної організації теж не потрібно. Просто збираєте рюкзак і подорожуєте по різних місцях.
Варто відмітити, що термінологія трекінгу, хайкінгу та бекпекінгу настільки змішана, що не завжди використовується в тому значені, як вказана в тлумачних словниках. Так, туристи які місяцями долають найбільші піші маршрути в США, проходячи тисячі кілометрів за декілька місяців і кожну ніч ночуючи в наметах, називають себе хайкерами, а свою подорож «хайкінгом на великі відстані» або «тру-хайкінгом»